# Tokke
Tokke è un comune norvegese della contea di Telemark.

## Storia

### Simboli
Lo stemma del comune di Tokke è stato concesso con decreto reale del 6 febbraio 1987.
L'orso simboleggia la natura e le foreste della zona ed è inoltre una figura importante in molte leggende e storie locali.

## Monumenti e luoghi d'interesse
- Stavkirke di Eidsborg